# Reflections of My Life
"Reflections of My Life" is een nummer van de Schotse band The Marmalade. Het verscheen op hun album Reflections of the Marmalade uit 1970. Op 14 november 1969 kwam het uit als de enige single van het album.

## Achtergrond
"Reflections of My Life" is geschreven door groepsleden Junior Campbell en Dean Ford en geproduceerd door de gehele band. Het nummer werd in oktober 1969 binnen drie dagen opgenomen. De opnames vonden plaats in de studio van platenlabel Decca Records in Londen. De blaas- en strijkerssecties stonden onder leiding van arrangeur Keith Mansfield. De gitaarsolo op het nummer werd op een bijzondere manier opgenomen. Gitarist Campbell speelde de eerste vier maten op een normale manier en eindigde met een lange G-noot, waarna de tape werd omgedraaid. Campbell speelde vervolgens nog vier maten tegen de omgekeerde opname aan en eindigde opnieuw met een lange G-noot, zodat de twee solo's aan elkaar geplakt konden worden. Vervolgens speelde hij nog acht maten op de normale manier. Dit houdt in dat een kwart van de solo achteruit op de opname terecht kwam.
"Reflections of My Life" was de eerste single van The Marmalade die door Decca Records werd uitgebracht, nadat de band een tijdje onder contract bij CBS Records had gestaan. Het werd een wereldwijde hit en piekte onder meer op de derde plaats in de Britse UK Singles Chart en de tiende plaats in de Amerikaanse Billboard Hot 100. Ook in onder meer Canada, Ierland, Noorwegen en Zuid-Afrika werd de top 10 gehaald. In Nederland behaalde de single de tiende plaats in de Top 40 en de negende plaats in de Hilversum 3 Top 30, terwijl in Vlaanderen de negende plaats in een voorloper van de Ultratop 50 werd gehaald.
"Reflections of My Life" is door een aantal artiesten gecoverd. De Australische band Flake bereikte in 1970 de 25e plaats in hun thuisland met hun versie; het origineel van The Marmalade kwam hier niet verder dan plaats 47. De Jamaicaanse zangers Ruddy Thomas en Barry Biggs brachten een reggaeversie uit, die in 1983 in Nederland plaats 25 in de Top 40 en plaats 34 in de Nationale Hitparade bereikte. In 1999 verscheen een versie door de Britse zanger Kevin Rowland op zijn album My Beauty.

## Hitnoteringen

### The Marmalade

#### Nederlandse Top 40
| Hitnotering: 10-01-1970 t/m 28-02-1970 | Hitnotering: 10-01-1970 t/m 28-02-1970 | Hitnotering: 10-01-1970 t/m 28-02-1970 | Hitnotering: 10-01-1970 t/m 28-02-1970 | Hitnotering: 10-01-1970 t/m 28-02-1970 | Hitnotering: 10-01-1970 t/m 28-02-1970 | Hitnotering: 10-01-1970 t/m 28-02-1970 | Hitnotering: 10-01-1970 t/m 28-02-1970 | Hitnotering: 10-01-1970 t/m 28-02-1970 | Hitnotering: 10-01-1970 t/m 28-02-1970 |
| Week                                   | 1                                      | 2                                      | 3                                      | 4                                      | 5                                      | 6                                      | 7                                      | 8                                      |                                        |
| -------------------------------------- | -------------------------------------- | -------------------------------------- | -------------------------------------- | -------------------------------------- | -------------------------------------- | -------------------------------------- | -------------------------------------- | -------------------------------------- | -------------------------------------- |
| Nummer                                 | 38                                     | 18                                     | 13                                     | 10                                     | 12                                     | 17                                     | 24                                     | 38                                     | uit                                    |

#### Hilversum 3 Top 30
| Hitnotering: 17-01-1970 t/m 28-02-1970 | Hitnotering: 17-01-1970 t/m 28-02-1970 | Hitnotering: 17-01-1970 t/m 28-02-1970 | Hitnotering: 17-01-1970 t/m 28-02-1970 | Hitnotering: 17-01-1970 t/m 28-02-1970 | Hitnotering: 17-01-1970 t/m 28-02-1970 | Hitnotering: 17-01-1970 t/m 28-02-1970 | Hitnotering: 17-01-1970 t/m 28-02-1970 | Hitnotering: 17-01-1970 t/m 28-02-1970 |
| Week                                   | 1                                      | 2                                      | 3                                      | 4                                      | 5                                      | 6                                      | 7                                      |                                        |
| -------------------------------------- | -------------------------------------- | -------------------------------------- | -------------------------------------- | -------------------------------------- | -------------------------------------- | -------------------------------------- | -------------------------------------- | -------------------------------------- |
| Nummer                                 | 18                                     | 9                                      | 11                                     | 11                                     | 17                                     | 24                                     | 28                                     | uit                                    |

#### NPO Radio 2 Top 2000
| Nummer met noteringen in de NPO Radio 2 Top 2000 | '99  | '00  | '01  | '02  | '03  | '04  | '05  | '06  | '07  | '08  |
| ------------------------------------------------ | ---- | ---- | ---- | ---- | ---- | ---- | ---- | ---- | ---- | ---- |
| Reflections of My Life                           | 1139 | 1464 | 1197 | 1299 | 1595 | 1403 | 1706 | 1578 | 1974 | 1620 |

1. ↑  Een vetgedrukt getal geeft de hoogste notering aan.
2. ↑  Deze tabel is bijgewerkt tot en met de laatste editie (2024).

### Ruddy Thomas & Barry Biggs

#### Nederlandse Top 40
| Hitnotering: 30-07-1983 t/m 27-08-1983 | Hitnotering: 30-07-1983 t/m 27-08-1983 | Hitnotering: 30-07-1983 t/m 27-08-1983 | Hitnotering: 30-07-1983 t/m 27-08-1983 | Hitnotering: 30-07-1983 t/m 27-08-1983 | Hitnotering: 30-07-1983 t/m 27-08-1983 | Hitnotering: 30-07-1983 t/m 27-08-1983 |
| Week                                   | 1                                      | 2                                      | 3                                      | 4                                      | 5                                      |                                        |
| -------------------------------------- | -------------------------------------- | -------------------------------------- | -------------------------------------- | -------------------------------------- | -------------------------------------- | -------------------------------------- |
| Nummer                                 | 30                                     | 25                                     | 25                                     | 36                                     | 38                                     | uit                                    |

#### Nationale Hitparade
| Hitnotering: 23-07-1983 t/m 20-08-1983 | Hitnotering: 23-07-1983 t/m 20-08-1983 | Hitnotering: 23-07-1983 t/m 20-08-1983 | Hitnotering: 23-07-1983 t/m 20-08-1983 | Hitnotering: 23-07-1983 t/m 20-08-1983 | Hitnotering: 23-07-1983 t/m 20-08-1983 | Hitnotering: 23-07-1983 t/m 20-08-1983 |
| Week                                   | 1                                      | 2                                      | 3                                      | 4                                      | 5                                      |                                        |
| -------------------------------------- | -------------------------------------- | -------------------------------------- | -------------------------------------- | -------------------------------------- | -------------------------------------- | -------------------------------------- |
| Nummer                                 | 41                                     | 38                                     | 42                                     | 34                                     | 50                                     | uit                                    |